# Ronde van Frankrijk 2003/Achtste etappe
De achtste etappe van de Ronde van Frankrijk 2003 werd verreden op 13 juli 2003 over een afstand van 219 kilometer tussen Sallanches en Alpe d'Huez.
Gedurende deze rit moesten vijf bergen beklommen worden, de Côte de Megêve (3), de Côte des Rafforts (3), de Col du Télégraphe (2), de Col du Galibier (1), en l'Alpe d'Huez (1).
Het was zeer warm, met temperaturen van 25 tot 35 graden.

## Verloop
De Belg Axel Merckx zit even in een ontsnapping in de vallei, maar wordt vrij snel terug gegrepen. Aan de voet van Alpe D'Huez gooit U.S. Postal alles open, 2 renners blijven nog voor het peloton. Richard Virenque kan niet meer volgen. De twee hebben 1'45" op de gele trui (Virenque).
Slechts 4 man - Iban Mayo en Haimar Zubeldia voor Euskaltel, Joseba Beloki en Lance Armstrong - kunnen Roberto Heras, de ploegmaat van Armstrong die het tempo vooraan in het peloton bepaalt, volgen. Twee renners hangen er net achter en Jan Ullrich zit nog wat verder. De voorsprong van de twee wordt teruggebracht tot 45", Virenque hangt op meer dan twee minuten van de leiders.
Beloki rijdt weg uit de groep van Armstrong en neemt enkele meters. Hij komt vrij snel bij de twee leiders en rijdt ook hier van weg. Hij heeft 10" op Armstrong en 2'06" op Virenque. Armstrong versnelt en slechts 2 anderen - waaronder Mayo - kunnen volgen. Armstrong rijdt naar Beloki toe op 7,6 km van de top. Mayo zet nu aan en neemt snel afstand.
Beloki versnelt nog eens maar Armstrong is attent en zit direct op het wiel. Mayo heeft 10" en Virenque volgt al op 2'32". Hierna valt Tyler Hamilton aan en Armstrong rijdt er ook direct naartoe. Dit wordt bijna direct gevolgd door Beloki die nog eens probeert, maar weer is het Armstrong die in zijn wiel kruipt. Zubeldia en Hamilton kunnen in eerste instantie niet volgen, maar slagen erin na een tijdje terug aan te klampen.
Nu versnelt Hamilton weer, maar nu is het Beloki die het gaatje dicht. Mayo ontwikkelt een zeer hoge snelheid op de flanken van Alpe D'Huez en vliegt de berg op. Hij heeft reeds 35" op de groep van Armstrong, mede door de tempodrukkingen na de versnellingen van Hamilton en Beloki. Virenque heeft nu al 3 minuten aan zijn been. Beloki versnelt nog eens en enkel Armstrong kan volgen. In tweede instantie kunnen Hamilton en Zubeldia toch terug aanklampen.
Heras en Vinokourov achtervolgen de groep van Armstrong, maar zitten al redelijk ver achter. Mayo heeft al 44" op de groep van Armstrong en 3'07" op Virenque. Hamilton bepaat het tempo in de groep van Armstrong. Heras keert terug met een renner van Euskaltel. Francisco Mancebo rijdt op karakter naar de groep van Armstrong. Ze zijn nu met z'n zevenen. Leuke anekdote: Heras is de enige die een helm draagt.
Mayo ontwikkelt een verschrikkelijk tempo en rijdt de groep van Armstrong op 1' en Virenque op 3'48. Aleksandr Vinokoerov komt ook bij het groepje en valt direct aan. Ivan Basso, die voor Fassa Bortolo rijdt, komt ook terug aansluiten. Vinokourov volgt op 1'09" van Mayo.
Mayo gaat nog steeds goed door op 5 km van de top en vergroot het gat met Vinokourov zelfs nog. Virenque fietst "rustig" naar boven en weet dat hij de gele trui mag vergeten. Hamilton valt weer aan. Zubeldia rijdt ernaartoe. Samen rijden ze enkele tientallen meters tot Beloki de groep weer bij elkaar brengt. Mayo heeft nu 1'17" voorsprong op Vinokourov en 1'32" op Armstrong. Hij heeft nu terug maar 4 andere renners bij zich, de rest haakt af. Beloki plaatst weer een versnelling maar Armstrong is attent. Beloki trekt de groep op één lijn. Op iets meer dan 3,5 km van de top komt heeft Mayo 1'24" op Vinokourov en 1'48" op Armstrong.
De voorsprong bedraagt nu 1'39" op Vinokourov en 1'57" op Armstrong, wat betekent dat Armstrong steeds dichter bij Vinokourov komt. Op dat moment valt Basso een keertje aan. Armstrong rijdt weer het gat dicht. Beloki valt nog eens aan en weer is het Armstrong die volgt, hij is de enige samen met Zubeldia.
Mayo heeft 1'49" op Vinokourov en 2'01" op Armstrong. Vinokourov is dus bijna gegrepen. Armstrong heeft terug 3 metgezellen. Ullrich volgt op 3'17" van Mayo. De laatste blijft gaan in de laatste kilometers, aangemoedigd door duizenden mensen. Vinokourov passeert het 2 kilometerpunt. Mayo bereikt het kilometerpunt, hij heeft hier 1'54" op Vinokourov en 2'11" op Armstrong. Mayo finisht net onder de 6 uur.
Vinokourov finisht als tweede op bijna twee minuten, Armstrong wint de sprint van zijn groep en wordt derde op meer dan twee minuten. Heras volgt op 3:36 en kan nog net Ullrich en twee anderen afhouden. Menchov - de leider in het jongerenklassement - finisht in 4:15. Stefano Garzelli, Jörg Jaksche, Manuel Beltrán en Georg Totschnig finishen in bijna 5 minuten. De gele trui (Virenque) is dan nog steeds niet in het zog van de top.
Michael Boogerd finisht als negentiende op 5 minuten van Mayo. Mikel Astarloza komt op 6 minuten, kort gevolgd door David Millar. Op bijna 7 minuten finisht nog een groepje van 4, en dan pas komt het groepje met Virenque onder de vlag van 1 km. Er finishen nog 5 andere renners en dan eindelijk komt Virenque's groepje over de finish, op bijna 10 minuten.
Armstrong verklaart in een interview met Eurosport dat hij geen superdag had, en dat je op zo'n dag beter conservatief (verdedigend) kunt rijden.

### Bergsprints
De puntentelling is onder voorbehoud, aangezien deze sjablonen zijn gebaseerd op reglementen en puntentellingen uit de Ronde van Frankrijk van 2008.
| Beklimming Col du Télégraphe na 133,5 km | Beklimming Col du Télégraphe na 133,5 km | Beklimming Col du Télégraphe na 133,5 km | 2e cat. 11,5 km à 7,4 % | 2e cat. 11,5 km à 7,4 % |
| Plaats                                   | Naam                                     | Naam                                     | Punten                  |                         |
| Winnaar                                  | Pierrick Fédrigo                         | Pierrick Fédrigo                         | 10                      |                         |
| 2                                        | Gerrit Glomser                           | Gerrit Glomser                           | 9                       |                         |
| 3                                        | Franck Renier                            | Franck Renier                            | 8                       |                         |
| 4                                        | Richard Virenque                         | Richard Virenque                         | 7                       |                         |
| 5                                        | Stefano Garzelli                         | Stefano Garzelli                         | 6                       |                         |
| 6                                        | Christophe Moreau                        | Christophe Moreau                        | 5                       |                         |

| Beklimming Col du Galibier na 157 km | Beklimming Col du Galibier na 157 km | Beklimming Col du Galibier na 157 km | HC cat. 20,9 km à 5,6 % | HC cat. 20,9 km à 5,6 % |
| Plaats                               | Naam                                 | Naam                                 | Punten                  |                         |
| Winnaar                              | Stefano Garzelli                     | Stefano Garzelli                     | 20                      |                         |
| 2                                    | Francisco Mancebo                    | Francisco Mancebo                    | 18                      |                         |
| 3                                    | Christophe Moreau                    | Christophe Moreau                    | 16                      |                         |
| 4                                    | Richard Virenque                     | Richard Virenque                     | 14                      |                         |
| 5                                    | Haimar Zubeldia                      | Haimar Zubeldia                      | 12                      |                         |
| 6                                    | Laurent Dufaux                       | Laurent Dufaux                       | 10                      |                         |
| 7                                    | Jan Ullrich                          | Jan Ullrich                          | 8                       |                         |
| 8                                    | Lance Armstrong                      | Lance Armstrong                      | 7                       |                         |
| 9                                    | Joseba Beloki                        | Joseba Beloki                        | 6                       |                         |
| 10                                   | Roberto Heras                        | Roberto Heras                        | 5                       |                         |

| Beklimming Alpe d'Huez na 219 km | Beklimming Alpe d'Huez na 219 km | Beklimming Alpe d'Huez na 219 km | HC cat. 13,8 km à 7,9 % | HC cat. 13,8 km à 7,9 % |
| Plaats                           | Naam                             | Naam                             | Punten                  |                         |
| Winnaar                          | Iban Mayo                        | Iban Mayo                        | 40                      |                         |
| 2                                | Aleksandr Vinokoerov             | Aleksandr Vinokoerov             | 36                      |                         |
| 3                                | Lance Armstrong                  | Lance Armstrong                  | 32                      |                         |
| 4                                | Francisco Mancebo                | Francisco Mancebo                | 28                      |                         |
| 5                                | Haimar Zubeldia                  | Haimar Zubeldia                  | 24                      |                         |
| 6                                | Joseba Beloki                    | Joseba Beloki                    | 20                      |                         |
| 7                                | Tyler Hamilton                   | Tyler Hamilton                   | 16                      |                         |
| 8                                | Ivan Basso                       | Ivan Basso                       | 14                      |                         |
| 9                                | Roberto Laiseka                  | Roberto Laiseka                  | 12                      |                         |
| 10                               | Pietro Caucchioli                | Pietro Caucchioli                | 10                      |                         |

## Uitslag
| rang | renner               | land             | ploeg               | tijd       |
| ---- | -------------------- | ---------------- | ------------------- | ---------- |
| 1    | Iban Mayo            | Spanje           | Euskaltel - Euskadi | 5h 57' 30" |
| 2    | Aleksandr Vinokoerov | Kazachstan       | Telekom-ARD         | op 1' 45"  |
| 3    | Lance Armstrong      | Verenigde Staten | US Postal           | op 2' 12"  |
| 4    | Francisco Mancebo    | Spanje           | iBanesto.com        | z.t.       |
| 5    | Haimar Zubeldia      | Spanje           | Euskaltel - Euskadi | z.t.       |
| 6    | Joseba Beloki        | Spanje           | Once-Eroski         | z.t.       |
| 7    | Tyler Hamilton       | Verenigde Staten | Team CSC            | z.t.       |
| 8    | Ivan Basso           | Italië           | Fassa Bortolo       | z.t.       |
| 9    | Roberto Laiseka      | Spanje           | Euskaltel - Euskadi | z.t.       |
| 10   | Pietro Caucchioli    | Italië           | Alessio             | op 3' 36"  |

## Algemeen klassement
| rang | renner               | land             | ploeg               | tijd        |
| ---- | -------------------- | ---------------- | ------------------- | ----------- |
|      | Lance Armstrong      | Verenigde Staten | US Postal           | 35h 12' 50" |
| 2    | Joseba Beloki        | Spanje           | Once-Eroski         | op 40"      |
| 3    | Iban Mayo            | Spanje           | Euskaltel - Euskadi | op 1' 10"   |
| 4    | Aleksandr Vinokoerov | Kazachstan       | Telekom-ARD         | op 1' 17"   |
| 5    | Francisco Mancebo    | Spanje           | iBanesto.com        | op 1' 37"   |
| 6    | Tyler Hamilton       | Verenigde Staten | Team CSC            | op 1' 52"   |
| 7    | Roberto Heras        | Spanje           | US Postal           | op 1' 58"   |
| 8    | Jan Ullrich          | Duitsland        | Team Bianchi        | op 2' 10"   |
| 9    | Ivan Basso           | Italië           | Fassa Bortolo       | op 2' 25"   |
| 10   | Jörg Jaksche         | Duitsland        | Once-Eroski         | op 3' 19"   |

## Nevenklassementen

### Puntenklassement
| rang | renner         | land      | ploeg                 | punten |
| ---- | -------------- | --------- | --------------------- | ------ |
|      | Baden Cooke    | Australië | La Française des Jeux | 120    |
| 2    | Robbie McEwen  | Australië | Lotto-Domo            | 110    |
| 3    | Thor Hushovd   | Noorwegen | Crédit Agricole       | 104    |
| 4    | Erik Zabel     | Duitsland | Telekom-ARD           | 98     |
| 5    | Stuart O'Grady | Australië | Crédit Agricole       | 91     |

### Bergklassement
| rang | renner            | land             | ploeg               | punten |
| ---- | ----------------- | ---------------- | ------------------- | ------ |
|      | Richard Virenque  | Frankrijk        | Quickstep-Davitamon | 134    |
| 2    | Lance Armstrong   | Verenigde Staten | US Postal           | 63     |
| 3    | Francisco Mancebo | Spanje           | iBanesto.com        | 61     |
| 4    | Rolf Aldag        | Duitsland        | Telekom-ARD         | 61     |
| 5    | Christophe Moreau | Frankrijk        | Crédit Agricole     | 54     |

### Jongerenklassement
| rang | renner              | land      | ploeg               | tijd         |
| ---- | ------------------- | --------- | ------------------- | ------------ |
|      | Denis Mensjov       | Rusland   | iBanesto.com        | 35 h 16' 19" |
| 2    | Mikel Astarloza     | Spanje    | AG2R Prévoyance     | op 2' 14"    |
| 3    | Sylvain Chavanel    | Frankrijk | Sylvain Chavanel    | op 5' 04"    |
| 4    | Juan Miguel Mercado | Spanje    | iBanesto.com        | op 5' 19"    |
| 5    | Michael Rogers      | Australië | Quickstep-Davitamon | op 5' 22"    |

Proloog ·
1e etappe ·
2e etappe ·
3e etappe ·
4e etappe ·
5e etappe ·
6e etappe ·
7e etappe ·
8e etappe ·
9e etappe ·
10e etappe ·
11e etappe ·
12e etappe ·
13e etappe ·
14e etappe ·
15e etappe ·
16e etappe ·
17e etappe ·
18e etappe ·
19e etappe ·
20e etappe
Startlijst · Eindstanden · Afbeeldingen